# Lytocaryum insigne
Lytocaryum insigne är en enhjärtbladig växtart som först beskrevs av Carl Georg Oscar Drude, och fick sitt nu gällande namn av Joaquim Franco de Toledo. Lytocaryum insigne ingår i släktet Lytocaryum och familjen Arecaceae. Inga underarter finns listade i Catalogue of Life.